# Licurgo Costa
Licurgo Ramos da Costa (Lages, 4 de outubro de 1904 — Florianópolis, 12 de julho de 2002) foi um médico, advogado e jornalista brasileiro.

## Vida
Formado em medicina pela Faculdade de Medicina da Universidade Federal do Rio Grande do Sul e em direito pela Faculdade Nacional de Direito da Universidade Federal do Rio de Janeiro.

## Carreira
Foi jornalista no Rio de Janeiro.
Pertenceu à Academia Catarinense de Letras, ocupando a cadeira 37.

## Publicações
- O continente das Lagens - 4 volumes
- Licurgo Costa, um homem de três séculos. Insular, 2002